# ショートストーリーズ (テレビ番組)
ショートストーリーズは、BS-TBSにて2012年1月10日から同年3月27日まで毎週火曜日 22:00〜22:54（JST）に放送されていた映画番組である。

## 番組概要
国内外の優れたビジュアル・コンテンツを紹介していく映画番組で、毎回、別所哲也がセレクトする「ショートフィルム」と、TBSが主催するアジア最大規模の映像コンテスト「TBS DigiCon6」出品作の中から、それぞれ数作品を上映する。
番組前半は別所による解説を交え世界各国のショートフィルムを紹介。後半はゲストを招き、小林麻耶が「TBS DigiCon6」作品を紹介していく。番組の収録は別所が開設した短編映画館「ブリリア・ショートショートシアター」（横浜市みなとみらい地区）で行われた。

## 出演者

### 総合司会
- 小林麻耶

### ショート・フィルム・プレゼンター
- 別所哲也

## スタッフ
- ナレーション：酒巻光宏
- 企画協力：SHORTSHORTS
- 構成：高山秀敏、海老根豊、板垣佳珠弓
- TD：福田浩之
- カメラ：宮崎剛、丹内浩之
- 音声：木村浩司、須藤剛史、中村龍太郎
- 照明：小林和慶
- 編集：小林友幸、仙崎洋美、平井嘉浩
- MA：乾秀明、中村匠吾
- 音効：松本晃一
- 撮影協力：Brillia SHORTSHORTS THEATER
- 制作協力：エフエフ東放
- AD：笠原友美、菊地杏子
- ディレクター：中村暁、渡辺充浩、鈴木紗生子
- プロデューサー：中谷英治
- 制作：鈴木聡（BS-TBS）
- 制作著作：BS-TBS